# جون كامبل (مجدف)
جون كامبل (بالإنجليزية: John Campbell)‏ هو مجدف أسترالي، ولد في 2 سبتمبر 1942.

## وصلات خارجية
- جون كامبل على موقع الاتحاد الدولي للتجديف (الإنجليزية)
- جون كامبل على موقع أوليمبيديا (الإنجليزية)